# Cohons
Cohons é uma comuna francesa na região administrativa de Grande Leste, no departamento de Haute-Marne. Estende-se por uma área de 12,55 km². Em 2010 a comuna tinha 229 habitantes (densidade: 18,2 hab./km²).